# Étienne d'Audiffret-Pasquier
Pour les articles homonymes, voir d'Audiffret et Pasquier.
Étienne d'Audiffret-Pasquier, duc d'Audiffret-Pasquier, né le 15 mars 1882 à Paris 8e et mort le 12 avril 1957 à Paris 16e, est un homme politique français.

## Biographie
Petit-fils du duc Gaston d'Audiffret-Pasquier et de Charles Rioust de Largentaye, il épouse Marie-Antoinette de Saint-Genys, fille du marquis Henry-Horace de Saint-Genys, diplomate.
Il est élu pour la première fois député de l'Orne en 1919 sur les listes du Bloc national, et siège au sein de l'un des groupes de la Fédération républicaine, conservatrice. Il sera par la suite constamment réélu.
En 1932, il fait partie des députés qui s'éloignent de la Fédération républicaine au moment où cette dernière entame un net virage à droite. Il rejoint alors le groupe parlementaire Républicain et social fondé par Georges Pernot, et, en 1936, le groupe des Républicains indépendants et d'action sociale.
Le 10 juillet 1940, il vote en faveur de la remise des pleins pouvoirs au Maréchal Pétain.
Il ne retrouve pas de mandat parlementaire après la Libération.

## Décorations
- Chevalier de la Légion d'honneur par arrêté du 8 novembre 1920[2]

## Sources
- « Étienne d'Audiffret-Pasquier », dans le Dictionnaire des parlementaires français (1889-1940), sous la direction de Jean Jolly, PUF, 1960 [détail de l’édition]